# نهر أراما
نهر أراما ( (بالبرتغالية: Rio Aramá‏) ) نهر ولاية بارا في شمال وسط البرازيل . وهو الرافد الأيمن لنهر جاكاري غراندي .

## دورة
نهر آراما يرتفع في جزيرة ماراجو في منطقة الدلتا حيث الأمازون ونهر توكانتينز. وهي تشكل الحدود الشمالية في الجزء الغربي من محمية مابوا الاستخراجية . نهر مابوا، وهو رافد أراما الأيسر، على طول الحدود الجنوبية للمحمية. يحتوي الاحتياطي على أمواج من مياه المد والجزر.  المحمية منخفضة في معظم الفيضانات، مع وجود بعض الفيراما في وسط الإقليم. 